# Lötzbeuren
Lötzbeuren település Németországban, Rajna-vidék-Pfalz tartományban. Lakosainak száma 472 fő (2023. december 31.). Lötzbeuren Enkirch és Irmenach községekkel határos.

## Népesség
A település népességének változása:
| Lakosok száma | 455  | 458  | 441  | 462  | 484  | 472  |
|               | 1975 | 2017 | 2019 | 2021 | 2022 | 2023 |